# 162.º Batallón Antiaéreo Pesado
El 162° Batallón Antiaéreo Pesado  (162. schwere-Flak-Abteilung (o)) fue una unidad de la Luftwaffe durante la Segunda Guerra Mundial.

## Historia
Fue formado en julio de 1942, a partir del 162º Batallón de Reserva Antiaérea. La 5º Bat./162º Batallón Antiaéreo Pesado fue formada a finales de 1943. A fines de 1942, la 2º Bat./162º Batallón Antiaéreo Pesado fue conocida como RAD 4º Bat./188.

## Orden de batalla
En 1943 es reorganizado como unidad Antiaérea Pesada:
- 4º Bat./162º Batallón Antiaéreo Pesado como la 1º Bat./878º Batallón Antiaéreo Ligero (v), y fue reformada desde la 3º Bat./464.
- 5º Bat./162º Batallón Antiaéreo Pesado como la 3º Bat./368º Batallón de Proyectores Antiaéreos.

## Servicios
- 1940–1945: en Hamburgo.
- 1 de noviembre de 1943: en Hamburgo bajo la 3° División Antiaérea (60° Regimiento Antiaéreo).
  - en Hamburgo bajo la 3° División Antiaérea (163° Regimiento Antiaéreo) (3° Escuadra, 4° Escuadra/162° Batallón Pesado Antiaéreo Pesado ).
- 1 de enero de 1944: en Hamburgo bajo la 3° División Antiaéreae (60° Regimiento Antiaéreo).
  - en Hamburgo bajo la 3° División Antiaérea (16° Regimiento Antiaéreo) (3° Escuadra, 4° Escuadra/162° Batallón Pesado Antiaéreo Pesado).
- 1 de febrero de 1944: en Hamburgo bajo la 3° División Antiaéreae (60° Regimiento Antiaéreo).
  - en Hamburg bajo la 3° División Antiaérea (16° Regimiento Antiaéreo) (3° Escuadra, 4° Escuadra/162° Batallón Pesado Antiaéreo Pesado).
- 1 de marzo de 1944: en Hamburgo bajo la 3° División Antiaéreae (60° Regimiento Antiaéreo).
  - en Brunswick bajo la 15° Brigada Antiaérea (65° Regimiento Antiaéreo) (4° Escuadra/162° Batallón Pesado Antiaéreo Pesado ).
- 1 de abril de 1944: en Hamburg bajo la 3° División Antiaéreae (60° Regimiento Antiaéreao).
  - en Brunswick bajo la 15° Brigada Antiaérea (65° Regimiento Antiaéreo) (4° Escuadra/162° Batallón Pesado Antiaéreo Pesado ).
- 1 de mayo de 1944: en Hamburg bajo la 3° División Antiaéreae (60° Regimiento Antiaéreo).
  - en Hamburg bajo la 3° División Antiaérea (16° Regimiento Antiaéreo) (2° Escuadra/162° Batallón Pesado Antiaéreo).
  - en Braunschweig bajo la Brigada Antiaérea z.b.V. (65° Regimiento Antiaéreo) (4° Escuadra/162° Batallón Pesado Antiaéreo).
- 1 de junio de 1944: en Hamburg bajo la 3° División Antiaérea (16° Regimiento Antiaéreo).
  - en Braunschweig bajo la 8° Brigada Antiaérea (65° Regimiento Antiaéreo) (4° Escuadra/162° Batallón Pesado Antiaéreo).
- 1 de julio de 1944: en Hamburg bajo la 3° División Antiaérea (16° Regimiento Antiaéreo).
  - en Hamburg bajo la 3° División Antiaérea (66° Regimiento Antiaéreo) (1° Escuadra/162° Batallón Pesado Antiaéreo).
  - en Braunschweig bajo la 8° Brigada Antiaérea (65° Regimiento Antiaéreo) (4° Escuadra/162° Batallón Pesado Antiaéreo).
- 1 de agosto de 1944: en Hamburg bajo la 3° División Antiaérea (16° Regimiento Antiaéreo).
  - en Hamburg bajo la 3° División Antiaérea (66° Regimiento Antiaéreo) (1° Escuadra/162° Batallón Pesado Antiaéreo).
  - en Braunschweig bajo la 8° Brigada Antiaérea (65° Regimiento Antiaéreo) (4° Escuadra/162° Batallón Pesado Antiaéreo).
  - en Bremen bajo la 8° División Antiaérea (13° Regimiento Antiaéreo) (5° Escuadra/162° Batallón Pesado Antiaéreo).
- 1 de septiembre de 1944: en Hamburg bajo la 3° División Antiaérea (60° Regimiento Antiaéreo) (Grupo de Estado Mayor/162° Batallón Pesado Antiaéreo).
  - en Hamburg bajo la 3° División Antiaérea (16° Regimiento Antiaéreo) (1° Escuadra, 3° Escuadra/162° Batallón Pesado Antiaéreo bajo el Grupo de Estado Mayor/137° Batallón Pesado Antiaéreo).
  - en Braunschweig bajo la 8° Brigada Antiaérea (65° Regimiento Antiaéreo) (4° Escuadra/162° Batallón Pesado Antiaéreo).
  - en Bremen bajo la 8° División Antiaérea (13° Regimiento Antiaéreo) (5° Escuadra/162° Batallón Pesado Antiaéreo bajo el Grupo de Estado Mayor/117° Batallón Pesado Antiaéreo).
- 1 de octubre de 1944: en Hamburg bajo la 3° División Antiaérea (16° Regimiento Antiaéreo) (Grupo de Estado Mayor, 1° Escuadra, 3° Escuadra/162° Batallón Pesado Antiaéreo).
  - en Braunschweig bajo la 8° Brigada Antiaérea (65° Regimiento Antiaéreo) (4° Escuadra/162° Batallón Pesado Antiaéreo bajo el Grupo de Plana Mayor/165° Batallón Pesado Antiaéreo).
  - en Bremen bajo la 8° Brigada Antiaérea (13° Regimiento Antiaéreo) (5° Escuadra/162° Batallón Pesado Antiaéreo bajo el Grupo de Plana Mayor/117° Batallón Pesado Antiaéreo).
- 1 de noviembre de 1944: en Hamburg bajo la 3° División Antiaérea (16° Regimiento Antiaéreo) (Grupo de Estado Mayor, 3° Escuadra/162° Batallón Pesado Antiaéreo).
  - en Hamburg bajo la 3° División Antiaérea (16° Regimiento Antiaéreo) (1° Escuadra, 2° Escuadra/162° Batallón Pesado Antiaéreo bajo el Grupo de Plana Mayor/607° Batallón Pesado Antiaéreo).
  - en Braunschweig bajo la 8° Brigada Antiaérea (65° Regimiento Antiaéreo) (4° Escuadra/162° Batallón Pesado Antiaéreo bajo el Grupo de Plana Mayor/165° Batallón Pesado Antiaéreo).
  - en Bremen bajo la 8° División Antiaérea (13° Regimiento Antiaéreo) (5° Escuadra/162° Batallón Pesado Antiaéreo bajo el Grupo de Plana Mayor/611° Batallón Pesado Antiaéreo).
- 1 de diciembre de 1944: en Hamburg bajo la 3° División Antiaérea (16° Regimiento Antiaéreo) (Grupo de Estado Mayor/162° Batallón Pesado Antiaéreo).
  - en Hamburg bajo la 3° División Antiaérea (16° Regimiento Antiaéreo) (1° Escuadra, 2° Escuadra/162° Batallón Pesado Antiaéreo bajo el Grupo de Plana Mayor/607° Batallón Pesado Antiaéreo).
  - en Braunschweig bajo la 8° Brigada Antiaérea (65° Regimiento Antiaéreo) (4° Escuadra/162° Batallón Pesado Antiaéreo bajo el Grupo de Plana Mayor/165° Batallón Pesado Antiaéreo).
  - en Bremen bajo la 8° División Antiaérea (13° Regimiento Antiaéreo) (5° Escuadra/162° Batallón Pesado Antiaéreo bajo el Grupo de Plana Mayor/611° Batallón Pesado Antiaéreo Pesado).